# José Antonio Conde
José Antonio Conde (født 28. oktober 1766, død 12. juni 1820), var en spansk historiker og orientalist mest kendt for hans spanskoversættelse af arabiske kronikør samlet i Historia de la Dominación de los Árabes en España.
José blev født i Peraleja, Cuenca i det central Spanien og blev uddannet ved universitetet i Alcalá. Oversættelsen af Anacreon i 1791 gav ham en position ved det kongelige bibliotek I 1795 og i årene 1796 – 1797 udgav han forkortede spanske udgaver af Theocritus, Bion, Moschus, Sappho og Meleager. Disse blev i 1799 fulgt op af en middelmådig udgave af Al-Idrisis Beskrivelse af Spanien, medfølgende noter og en spanskoversættelse.
I 1802 blev José medlem af det spanske akademi og i 1804 af historie akademiet, men hans stilling som oversætter for den upopulære spanske kong Joseph Bonaparte, ledte i 1804 til at han blev smidt ud af begge akademier efter at Bonaparte returnerede til Frankrig. José var selv flygtet til Frankrig i februar 1813, men returnerede til Spanien i 1814, uden dog han fik lov til at bosætte sig i Madrid før 1816. I 1818 blev han genoptaget i begge akademier. José døde i fattigdom i 1820.
Hans største værk, Historia de la Dominación de los Árabes en España, blev udgivet posthumt mellem 1820 og 1821, men kun den første bog var blevet færdig renskrevet af José, de to følgende er sammensat fra hans manuskript af Juan Tineo. Værket blev oversat til tysk (1824-1825), fransk (1825) og engelsk (1854).
José aspirationer som videnskabsmand er efterfølgende kommet under hård kritik af den hollandske historiker Reinhart Pieter Anne Dozy(nl), og hans værker er i dag noget diskrediteret. Hans arbejde havde imidlertid den effekt at det stimulerede andre til at beskæftige sig i samme område, og dette, tiden taget i betragtning, var en værdifuld tilføjelse.